# Juan Ayala Callejón
Juan Ayala Callejón (La Línea de la Concepción, Cádiz, 1 de marzo de 1924-La Línea de la Concepción, 17 de marzo de 1998) fue un futbolista español.

## Biografía
Empezó jugando en el Castillo equipo de su ciudad, hasta fichar por la Real Balompédica Linense en la temporada 1944-45, defendió sus colores hasta que subió el equipo a la Segunda División en la temporada 1948-49, esto lo valió para que el Sevilla FC se fijará en el y al siguiente año lo fichara para jugar en Primera División, allí estuvo 6 años hasta la temporada 1954-55 lo cedió al Real Jaén en el que estuvo una sola temporada (1952-53) y subió el equipo a Primera División convirtiéndose en el máximo goleador del equipo de aquel año.
En la temporada 1955-56 fichó por el Cádiz CF de la Segunda División estuvo tres temporadas, para retirarse en la temporada 1959-60 en el club de su vida la Real Balompédica Linense, aunque siguió vinculado al club en otras tareas.

## Partido homenaje
Tras su retirada la Real Balompédica Linense y el Sevilla FC disputaron un partido homenaje al que fue su jugador durante algunas temporadas.

## La Línea dedica una calle a Juan Ayala
El Ayuntamiento de la La Línea de la Concepción, decidió otorgarle una calle después de su muerte por el mérito deportivo de uno de los deportistas más importantes de su ciudad. La calle se encuentra paralela a la tribuna principal del Estadio Municipal de La Línea de la Concepción.